# Vater und Sohn

Vater und Sohn: Titelvignette aus dem ersten Sammelband

Vater und Sohn sind die bekanntesten Figuren des deutschen Zeichners Erich Ohser alias e.o.plauen (1903–1944). Die textlosen Geschichten handeln von den Erlebnissen eines rundlichen, kahlköpfigen Vaters und seines kleinen Sohnes, die häufig für diverse Alltagsprobleme ungewöhnliche Lösungen finden.

## Inhalt und Aufbau
Die Geschichten bestehen meist aus drei bis neun textlosen Bildern, wobei sich ein einzelnes Abenteuer über eine, manchmal zwei Seiten erstreckt. Die Einzelgeschichten sind in der Regel voneinander unabhängig. Die beiden Hauptfiguren kommen allerdings zwischenzeitlich zu Reichtum (Die große Erbschaft, 1937), gehen über Bord und stranden auf einer Insel (Zwischenfall auf einer Sommerreise, 1937). Die beiden kehren zwar wieder zurück (Wieder zu Hause, 1938), der Reichtum wird danach aber nicht mehr thematisiert.
Weitere Personen tauchen meist nur einmal auf. Ausnahmen bilden Großvater und Urgroßvater (erster Auftritt in Die Familien-Ohrfeige, 1936), die beide mehrmals zu sehen sind.

## Entstehung und Veröffentlichung
Im Jahr 1934 wurde der Redakteur Kurt Kusenberg vom Ullstein Verlag damit beauftragt, einen Zeichner für eine bei der Berliner Illustrirten Zeitung zu installierende Zeichenserie zu suchen. Unter den über 20 Zeichnern, mit denen er Kontakt hatte, fiel die Wahl auf den Zeichner Erich Ohser, der mehrere Entwürfe vorgelegt hatte, darunter auch einen Entwurf von Vater und Sohn. Da Ohser wegen seiner politischen Karikaturen während der Zeit der Weimarer Republik durch die Nichtaufnahme in die Reichskulturkammer de facto mit einem Berufsverbot belegt war, musste eine Lösung gefunden werden, wie die Zeichnungen doch veröffentlicht werden konnten. So erhielt der Verlag die Erlaubnis vom Propagandaministerium, dass Ohser „unpolitische Zeichnungen unter einem Pseudonym“ veröffentlichen dürfe. Deshalb signierte Ohser die Geschichten von Vater und Sohn durchgängig mit „e.o.p.“, wobei die ersten beiden Buchstaben seine Initialen darstellten und das p für seine Heimatstadt Plauen stand. Später setzte sich e.o.plauen als sein Künstlername durch.
Am 13. Dezember 1934 erschien die erste Geschichte von Vater und Sohn mit dem Titel Der schlechte Hausaufsatz in der Berliner Illustrirten Zeitung und erreichte somit ein Millionenpublikum. Insgesamt wurden bis Dezember 1937, als die letzte Folge von Vater und Sohn erschien, 157 Geschichten in der Berliner Illustrirten Zeitung veröffentlicht, obwohl Ohser zwischenzeitlich mit einem Berufsverbot belegt wurde, das durch die Initiative des Ullstein Verlages rückgängig gemacht werden konnte. Als Gegenleistung mussten Vater und Sohn für das Winterhilfswerk, für die Reichstagswahl 1936 und die Olympischen Sommerspiele 1936 werben. Ohser beendete die Serie auf eigenen Wunsch und ließ Vater und Sohn sich in der Ausgabe 49/1937 der Berliner Illustrirten Zeitung mit einer Bildergeschichte verabschieden, in der die beiden Titelfiguren in Richtung Horizont laufen und dann in den Himmel entschweben. Schon in der vorletzten Bildergeschichte hatten sich Vater und Sohn entsetzt darüber gezeigt, dass sie in den Mittelpunkt einer zunehmenden Kommerzialisierung gerieten. Zwischenzeitlich waren schon Karikaturen erschienen, die sich über die Langlebigkeit der Reihe lustig machten. 
Im Ullstein Verlag wurde 1935 mit einer Startauflage von 10.000 Exemplaren ein Buch mit dem Titel Vater und Sohn – 50 lustige Streiche und Abenteuer veröffentlicht, das neben 40 bereits veröffentlichten Bildergeschichten 10 neue enthielt; das Vorwort hatte Kusenberg unter dem Pseudonym Hans Ohl geschrieben. Aufgrund der großen Nachfrage wurde die Druckauflage auf insgesamt 90.000 Exemplare erhöht. In den Jahren 1936 und 1938 wurden zwei weitere Bücher herausgegeben; das zweite Buch hatte eine Auflage von 70.000 Exemplaren.
Erich Ohser wurde im März 1944 verhaftet. Er erhängte sich in der Nacht vor der Verhandlung vor dem Volksgerichtshof.
Nach dem Zweiten Weltkrieg erlangte der Südverlag Konstanz 1948 sämtliche Rechte an Vater und Sohn. Durch den Südverlag, der bis zum 31. Dezember 2014 Rechteinhaber war, und diverse Lizenznehmer wurden allein im deutschen Sprachraum diverse Buchausgaben mit Vater-und-Sohn-Geschichten, darunter auch welche im ostdeutschen Eulenspiegel-Verlag, vertrieben, sodass die Gesamtauflage schon früh mehrere hunderttausend Bücher umfasste.
Insgesamt wurden 194 verschiedene Vater-und-Sohn-Geschichten veröffentlicht. Seit dem 1. Januar 2015 sind die Geschichten gemeinfrei, sofern es sich um die Originalzeichnungen Ohsers handelt.

## Rezeption
Während Vater und Sohn 1962 in der Wochenzeitung Die Zeit als „die populärsten Witzfiguren des Jahrhunderts“ gelobt wurden, bezeichnete der Comic-Verleger und Literaturhistoriker Eckart Sackmann im Jahr 2000 „die gewählte Form“ als „schon damals hoffnungslos altbacken“, da „in ihrer weltfremden Biederkeit die Strips […] auf die Fliegenden Blätter der Jahrhundertwende [verwiesen]“. Für Andreas C. Knigge, der den Geschichten von Vater und Sohn in seinem Buch „50 Klassiker Comics“ ein eigenes Kapitel widmet, hat e.o.plauen „einen zeitlosen Klassiker geschaffen, hinter dessen Popularität das Schicksal des Zeichners in Vergessenheit geriet“. Auch für Bernd Dolle-Weinkauff sind die Geschichten von Vater und Sohn „ein neuer Klassiker der Bildgeschichte in Deutschland“, er zählt sie jedoch nicht zu den Comics, sondern zu den Pantomime strips.
Eine Adaption der Serie wurde 1960 für die musikalische Erziehung an Schulen produziert: Vater und Sohn, eine heitere Bildkantate nach Karikaturen von E. O. Plauen: für Jugendchor, Klavier, rhythmische Instrumente und eine Jazzgruppe von Albrecht Rosenstengel und Paul Diwo.
In Plauen steht seit 1995 das von Erik Seidel geschaffene Vater-und-Sohn-Denkmal: Die beiden Figuren entspringen, Hand in Hand, einem Buch. Erster Aufstellungsort war die Bahnhofstraße, seit 2010 befindet es sich vor dem Erich-Ohser-Haus in der Nobelstraße. Stifter ist der Unternehmer Hans Löwel.
Am 18. September 2017 überreichte der amtierende Verkehrsminister Martin Dulig eine Ausnahmegenehmigung des Landesamtes für Straßenbau und Verkehr, wonach die Stadt Plauen, zunächst für zwei Jahre, Fußgängerampeln mit den Motiven von „Vater und Sohn“ ausstatten darf. Als Vorbild dienten die Ampeln mit den Mainzelmännchen in Mainz. Die Ausnahmegenehmigung gilt für zwei Kreuzungen (Syrastraße/Hammerstraße/Komturhof und Neundorfer Straße/Marktstraße/Dobenaustraße) und wurde zuletzt im März 2024 um weitere zwei Jahre verlängert.

### Galerie

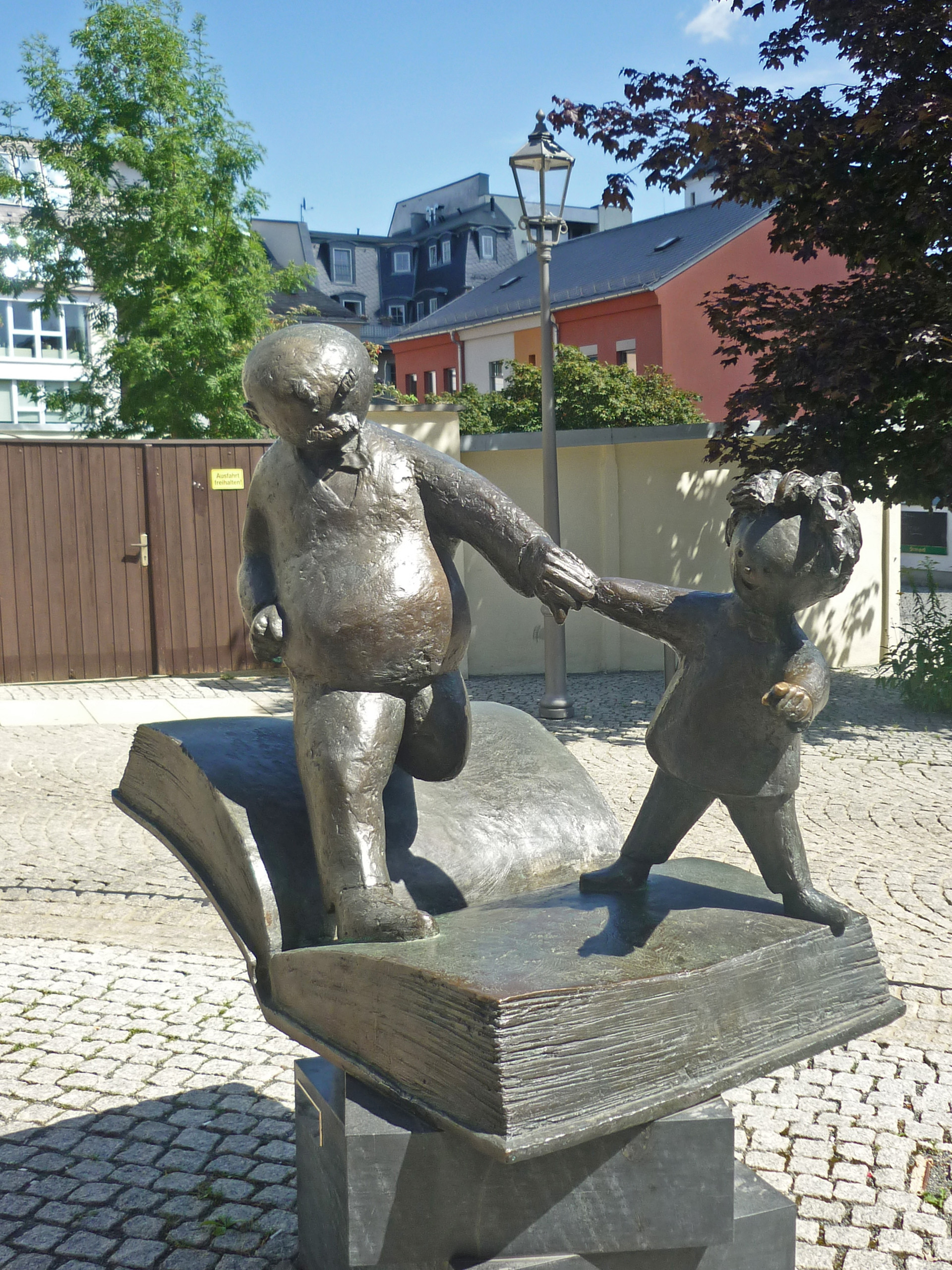
Das Vater-und-Sohn-Denkmal vor dem Erich-Ohser-Haus
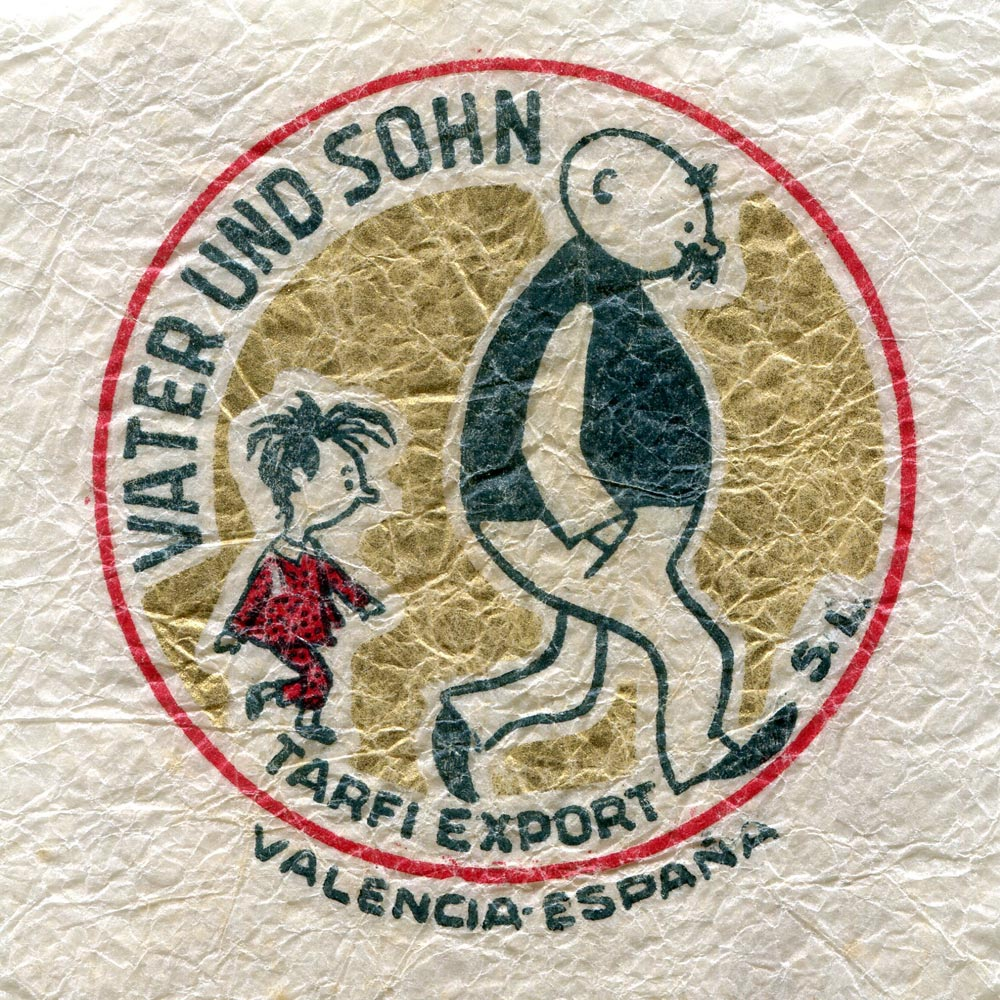
Einwickelpapier für Orangen aus Valencia, Spanien, mit einer Darstellung von Vater und Sohn
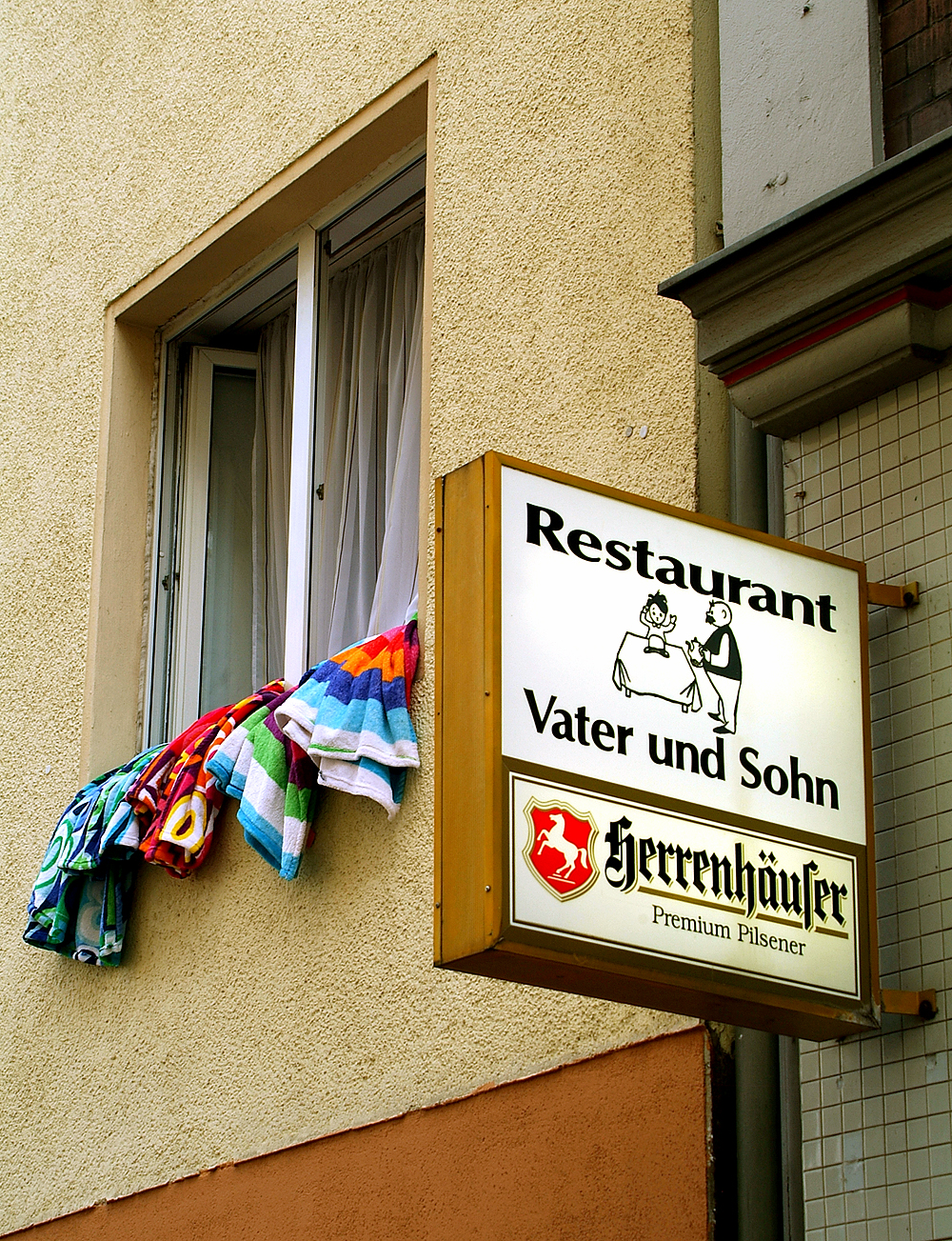
Schild des Restaurants „Vater und Sohn“ in der Warmbüchenstraße in Hannover
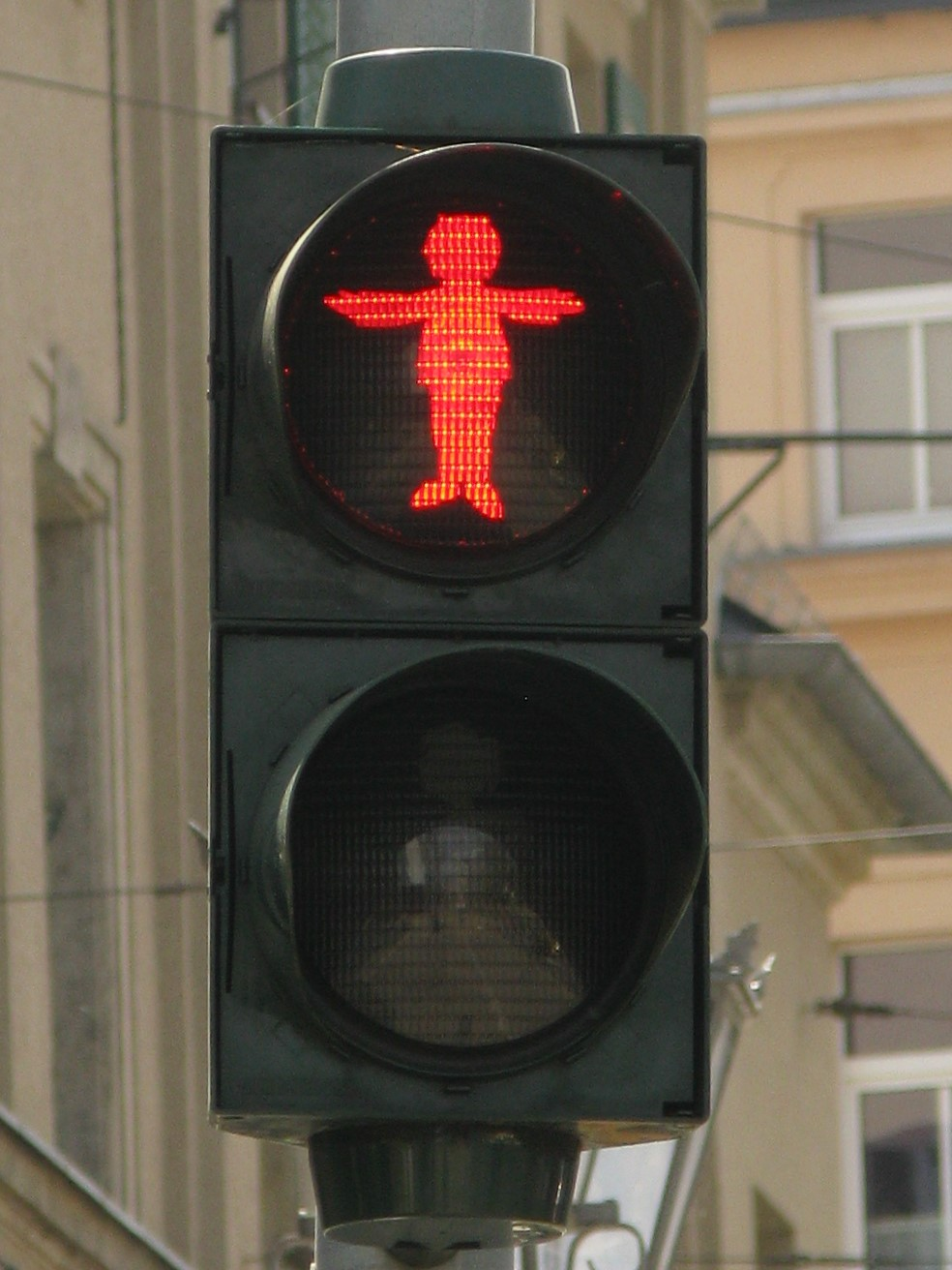
Vater-und-Sohn-Ampel vor dem Plauener Rathaus – Rotphase (Vater)
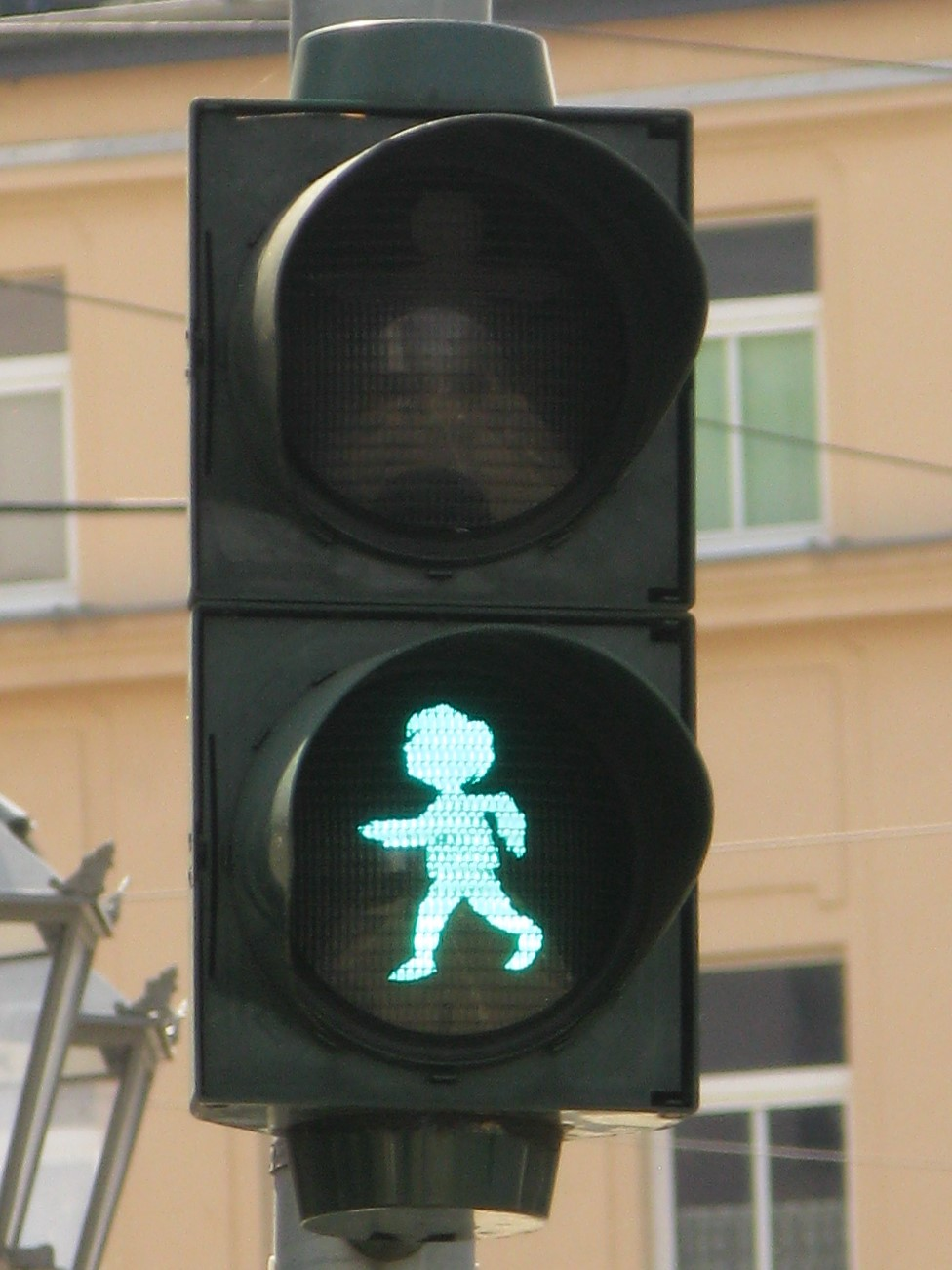
Vater-und-Sohn-Ampel vor dem Plauener Rathaus – Grünphase (Sohn)

## Fortsetzung
Im November 2015 erschien im Panini Verlag die Fortsetzung „Neue Geschichten von Vater und Sohn“, gezeichnet von Ulf K. und geschrieben vom Franzosen Marc Lizano, im November 2016 folgte der zweite Band.

### Erstausgaben

Erstausgaben von 1935, 1936 und 1938

- Erich Ohser: Vater und Sohn: 50 lustige Streiche und Abenteuer, Ullstein Verlag, Berlin 1935
- Erich Ohser: Vater und Sohn: 50 neue lustige Streiche und Abenteuer, Ullstein Verlag, Berlin 1936
- Erich Ohser: Vater und Sohn: Noch 50 lustige Streiche und Abenteuer, Ullstein Verlag, Berlin 1938
- Ulf K., Marc Lizano: Neue Geschichten von Vater und Sohn, Panini Comics, Stuttgart 2015, ISBN 978-3-8332-3176-6
- Ulf K., Marc Lizano: Neue Geschichten von Vater und Sohn – Band 2, Panini Comics, Stuttgart 2016, ISBN 978-3-8332-3328-9

### Sekundärliteratur
- Andreas C. Knigge: Fortsetzung folgt – Comic-Kultur in Deutschland. Ullstein, Frankfurt am Main / Berlin / Wien 1986, ISBN 3-548-36523-X, S. 40–43.
- Andreas C. Knigge: Comic-Lexikon. Ullstein, Frankfurt am Main / Berlin 1988, ISBN 3-548-36554-X, S. 347–348.
- Andreas C. Knigge: 50 Klassiker Comics. Von Lyonel Feininger bis Art Spiegelman. Gerstenberg, Hildesheim 2004, ISBN 3-8067-2556-X, S. 78–81.
- Eckart Sackmann: Erich Ohsers Vater und Sohn – eine Ikone aus neutraler Sicht. In: ders. (Hg): Deutsche Comicforschung 2013, Hildesheim 2012.
- Eckart Sackmann: Erich Ohser: Alte „Ullstein“-Seilschaften und Mitleidsbonus. In: ders. (Hg): Deutsche Comicforschung 2025, Leipzig 2024. S. 88–117.